# Allium luteolum
Allium luteolum är en amaryllisväxtart som beskrevs av Eugen von Halácsy. Allium luteolum ingår i släktet lökar, och familjen amaryllisväxter. IUCN kategoriserar arten globalt som otillräckligt studerad. Inga underarter finns listade i Catalogue of Life.